# Bourreria bolivarensis
Bourreria bolivarensis là loài thực vật có hoa trong họ Mồ hôi. Loài này được Gottschling & J.S.Mill. mô tả khoa học đầu tiên năm 2007.